# Nanyangosaurus
Nanyangosaurus ("Ještěr z (města) Nan-jang") byl rod hadrosauromorfního dinosaura z období svrchní křídy (věk turon až kampán, asi před 94 až 72 miliony let). Fosilie tohoto býložravého ptakopánvého dinosaura byly objeveny na území východní Číny (provincie Che-nan).

## Popis
Stehenní kost tohoto ornitopoda měří na délku 51,7 cm, jeho celková délka tak mohla činit asi 4 až 5 metrů. Představoval býložravého stádního živočicha, spásajícího zřejmě nízko rostoucí vegetaci.

## Objev a popis
Fosilie byly objeveny v roce 1994 v sedimentech souvrství Sia-kuan. Holotyp nese označení IVPP V 11821 a jedná se o částečně zachovanou kostru bez lebky. Formálně byl tento druh popsán jako Nanyangosaurus zhugeii týmem čínských paleontologů v roce 2000. Nanyangosaurus byl zřejmě vývojově primitivním zásdtupcem kladu Iguanodontia a jeho sesterskou vývojovou skupinou byl klad Hadrosauroidea. Příbuzným druhem tohoto ornitopoda byl například druh Yunganglong datongensis, jehož fosilie byly objeveny na území čínské provincie Šan-si.